# سد صدر
سد صدر (به عربی: سد الصدر) یک منطقهٔ مسکونی در عربستان سعودی است که در الباحه واقع شده‌است.